# Teoria do xadrez

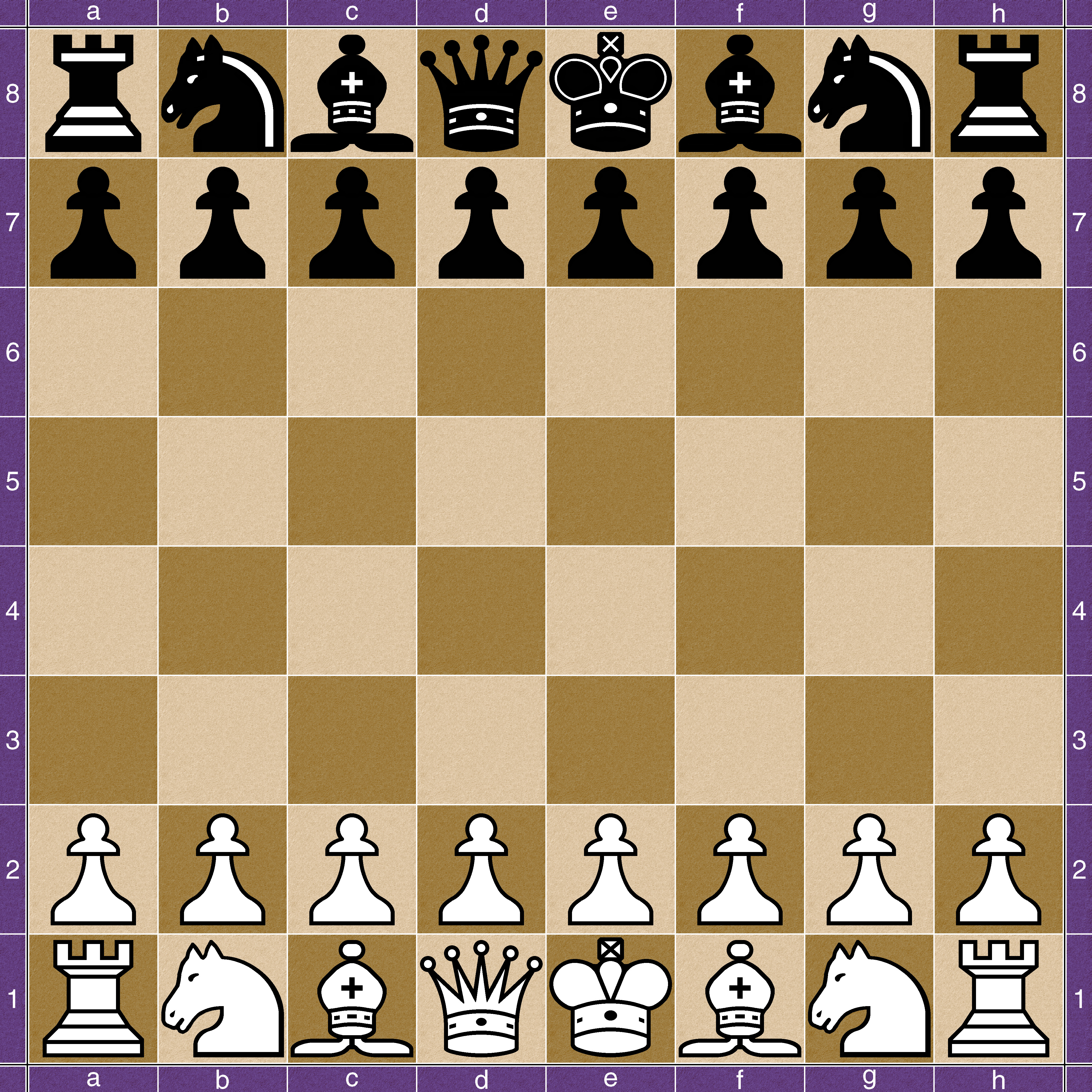
Posição inicial do xadrez

O jogo de xadrez é comumente dividido dentro de três fases: abertura, meio-jogo, e final. Existe um amplo corpo de teorias relativas às formas de jogar xadrez em cada uma dessas fases, especialmente nas aberturas e finais de partida. Aqueles que escrevem teorias do xadrez, os quais costumam ser também exímios jogadores, são referenciados como "teoristas" ou "teóricos".
A "teoria da abertura" comumente se refere ao consenso, amplamente representado na literatura corrente sobre aberturas. A "teoria dos finais de jogos" consiste em opiniões a respeito de posições específicas, ou de um tipo similar, apesar de haver poucos princípios universalmente aplicáveis. A "teoria de meio-jogo" usualmente refere-se às máximas ou princípios aplicáveis do meio da partida. A tendência moderna, contudo, é escolher quais são os critérios mais relevantes para analisar uma posição específica ao invés de princípios gerais.
O desenvolvimento da teoria em todas essas áreas têm sido obtida através da vasta literatura sobre o xadrez. Em 1913, o historiador de xadrez H. J. R. Murray escreveu em sua magnum opus de 900 páginas, A History of Chess, que: "O jogo possui uma literatura que provavelmente excede em conteúdo a de todos os outros jogos combinados". Ele estimava que naquele tempo "o número total de livros sobre xadrez, revistas e jornais que reservavam um espaço regular para o jogo era superior a 5.000". Em 1949, B. H. Wood acreditava que a porção havia aumentado para cerca de 20.000. David Hooper e Kenneth Whyld escreveram em 1992 que: "Dado que houve um aumento anual do número de publicações sobre xadrez. Ninguém sabe quantos foram publicados..." A maior biblioteca sobre xadrez do mundo, a coleção de John G. White na biblioteca pública de Cleveland, possui mais de 32.000 livros e séries acerca do xadrez; incluindo mais de 6.000 volumes periódicos encadernados a respeito do xadrez. Os jogadores de xadrez de hoje também desfrutam da base de recursos computacionais para obterem informações.

## Teoria da abertura

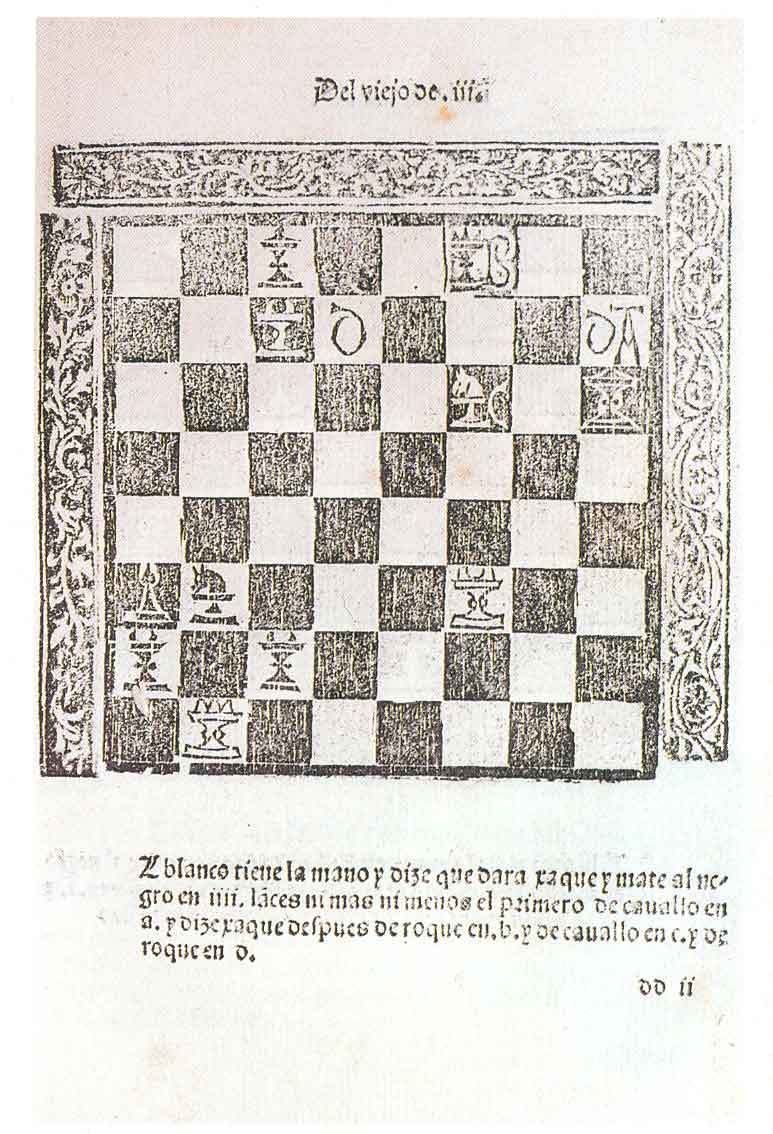
Primeiro trabalho impresso sobre a teoria do xadrez, por Luis Ramírez de Lucena cerca de 1490

O trabalho de publicação mais antigo na teoria do xadrez, cuja data pode ser estabelecida com alguma exatidão, é Repeticion de Amores y Arte de Ajedrez pelo espanhol Luis Ramirez de Lucena, publicado cerca de 1490, que incluía, entre outras coisas, análises de onze aberturas de xadrez. Algumas delas são conhecidas hoje como Giuoco Piano, Ruy López, Defesa Petroff, Abertura do Bispo, Defesa Damiano e Defesa Escandinava, embora Lucena não tenha usado esses termos.
A autoria e data do manuscrito de Göttingen não estão estabelecidas, e a data de sua publicação estima está entre 1471 e 1505. Não se sabe se ele ou o livro de Lucena foi publicado primeiro. O manuscrito incluía exemplos de partidas com as aberturas agora conhecidas como a Defesa Damiano, Defesa Philidor, Giuoco Piano, Defesa Petroff, Abertura do Bispo, Ruy López, Abertura Ponziani, Gambito Verdadeiro da Rainha, 1.d4 d5 2.Bf4 Bf5 (uma fórmula do Sistema London), Abertura Bird e Abertura Inglesa. Murray observou que "não era uma coleção casual de inícios de partidas, mas uma tentativa para lidar com as aberturas em um caminho sistemático".
Quinze anos depois do livro de Lucena, o farmacêutico português Pedro Damiano publicou o livro "Questo libro e da imparare giocare a scachi et de la partiti" (1512) em Roma. Ele contia analises do Gambito Verdadeiro da Rainha, mostrando o acontecia quando as negras tentam manter o peão do gambito com "b5". O livro de Damiano "foi, em termos contemporâneos, o primeiro bestseller do  jogo moderno". Harry Golombek escreveu que isso "sucedeu por oito edições no século XVI e continuou, entrando para o próximo século com popularidade inabalável". Jogadores modernos conhecem Damiano, primeiramente, devido à fraca abertura com seu nome, Defesa Damiano (1.e4 e5 2.Nf3 f6?), embora ele tenha condenado ao invés de confirmar.
Esses livros e, posteriormente, algumas opiniões de partidas jogadas com várias aberturas, armadilhas e os melhores caminhos para os ambos lados jogarem. Certas sequências de movimentos na abertura começaram a receber nomes, alguns no início sendo Defesa Damiano, o Gambito do Rei (1.e4 e5 2.f4), o Gambito da Rainha (1.d4 d5 2.c4) e a Defesa Siciliana (1.e4 c5).
O livro de Damiano foi seguido pelos tratados gerais nas partidas de xadrez por Ruy López de Segura (1561), Giulio Cesare Polerio (1590), Gioachino Greco (acerca de 1625), Joseph Bertin (1735) e François-André Danican Philidor (1749).
O primeiro autor a tentar uma pesquisa abrangente sobre as aberturas era então conhecido como Aaron Alexandre por seu trabalho de 1837, a Encyclopédie des Échecs. De acordo com Hooper e Whyld, "Carl Jaenisch produziu a primeira análise de aberturas em linhas modernas na sua Analyse nouvelle des ouvertures (1842–43)". Em 1843, o alemão Paul Rudolf von Bilguer publicou Handbuch des Schachspiels, que combinava as virtudes de Alexandre e o trabalho de Jaenisch. O Handbuch, que passou por grandes edições, o último a ser publicado com muitas partes em 1912–16. Foi uma das referências mais importantes sobre aberturas por muitas décadas. A última edição de Handbuch foi editada por Carl Schlechter, que empatou no Campeonato Mundial com Emanuel Lasker em 1910. O mestre internacional William Hartston o chamou de "uma super obra, talvez a última a ser encerrada com sucesso abrangendo todo conhecimento sobre xadrez em um só volume".
O mestre inglês Howard Staunton, possivelmente o jogador mais habilidoso do mundo de 1843 a 1851, incluindo mais de 300 paginas de análises sobre aberturas em seu tratado de 1847, The Chess Player's Handbook. Aquele trabalho se tornou imediatamente a referência padrão de trabalho em países com falantes ingleses, e foi republicado 21 vezes em 1935. No entanto, com o passar do tempo, a demanda aumentou por trabalhos mais atualizados em inglês. Wilhelm Steinitz, o primeiro campeão mundial, amplamente considerado o "pai do xadrez moderno", analisando excessivamente várias aberturas duplas de peões do rei (iniciando 1.e4 e5) em seu livro The Modern Chess Instructor, publicado em 1889 e 1895. Também em 1889, E. Freeborough e o referendo C.E. Ranken publicaram a primeira edição do Chess Openings Ancient and Modern; edições posteriores foram publicadas em 1893, 1896 e 1910. Em 1911, R.C. Griffith e J.H. White publicaram a primeira edição das Aberturas Modernas do Xadrez. Ela é até agora a maior publicação sobre o estudo de aberturas na história; a 15.ª edição (comumente chamada MCO-15), pelo GM Nick de Firmian, foi publicada em abril de 2008.
De acordo com Hooper e Whyld, as várias edições das Aberturas Modernas do Xadrez, a última edição do Handbuch e a quarta edição de Ludvig Collijn's Larobok (em sueco), com as inovadoras contribuições vindas de Rubinstein, Reti, Spielmann e Nimzowitch: "foram fontes populares de referência para fortes jogadores entre às duas grandes guerras". Em 1937–39, o antigo campeão mundial, Max Euwe, publicou um volume com doze análises sobre aberturas, De theorie der schaakopeningen, em holandês. Ele foi posteriormente traduzido para outras línguas.
No final da década de 30 para o início dos anos 50 Reuben Fine, um dos jogadores mais habilidosos do mundo, também se tornou um dos principais teóricos, publicando trabalhos importantes sobre as aberturas, meio-jogo e finais. Esse início veio com sua revisão das Aberturas Modernas do Xadrez, que foi publicado em 1939. Em 1943, ele publicou o Ideas Behind the Chess Openings, que procurava explicar os princípios fundamentais das aberturas. Em 1948, ele publicou a sua própria teoria sobre aberturas, Aberturas Práticas de Xadrez, um concorrente para MCO. Em 1964, o mestre internacional Israel Horowitz lançou o tomo de 789 páginas, Aberturas de Xadrez: Teoria de Prática que além das análises de aberturas incluía um grande número de partidas ilustradas.
Em 1966, o primeiro volume de Chess Informant foi publicado em Belgrado, Lugoslávia, contendo 466 anotações sobre jogos dos líderes nos torneios de xadrez e partidas atuais. O extremamente influente Chess Informant revolucionou as séries sobre teorias de abertura. A sua grande inovação estava nas expressões das partidas em linguagem algébrica e as anotou então sem usar palavras, mas em 17 símbolos, cujos significados eram explicados no início do livro em seis diferentes línguas. Isso permitiu que os leitores em todo mundo lessem os mesmo jogos e anotações, assim aumentando a disseminação de ideias e o surgimento de novas teorias de aberturas. Os editores do Chess Informant posteriormente introduziram outras publicações usando o mesmo princípio, assim como os cinco volumes da Enciclopédia das Aberturas do Xadrez e a Enciclopédia dos Finais de Xadrez. Chess Informant foi originalmente publicado duas vezes ao ano, e desde 1991 tem sido publicado três vezes ao ano. O volume 100 foi lançado em 2007. Ele agora utiliza 57 símbolos, elaborado em 10 línguas, para anotar as partidas (veja pontuação do xadrez), e está disponível tanto impresso com em formatos eletrônicos. Em 2005, o antigo campeão mundial Garry Kasparov escreveu: "Todos nós somos filhos do Infomant".
Na década de 1990 e seguinte, o desenvolvimento de teorias de abertura foi muito mais acelerado pelas inovações, como as extremamente fortes enegines de xadrez tais como Fritz e Rybka; softwares como o ChessBase, e a venda do jogo multimilionário com banco de dados, conhecido como ChessBase's Mega 2013, com mais de 5,4 milhões de partidas. Hoje, as aberturas mais importantes tem sido analisadas com mais de 20 movimentos de complexidade, às vezes nos finais de jogo. Isto não é incomum para jogadores líderes; aplicar  novidades teóricas até o 25.º lance, ou mais adiante.
Milhares de livros têm sido escritos sobre aberturas de xadrez. Eles possuem ambas compreensões das enciclopédias de aberturas, tais como a Encyclopedia of Chess Openings e Modern Chess Openings; geralmente intituladas sobre como jogar as aberturas, por exemplo, Mastering the Chess Openings (em quatro volumes), pelo mestre internacional John L. Watson; e a miríade de livros sobre aberturas específicas, tais como Understanding the Grünfeld e Chess Explained: The Classical Sicilian. "Livros e monografias sobre aberturas são populares, e, como se imagina, eles se tornam desatualizados rapidamente havendo uma grande demanda por novos títulos". De acordo com Andrew Soltis, "Praticamente todas as novas informações sobre xadrez desde 1930 têm sido nas aberturas".

## Teorias do meio-jogo

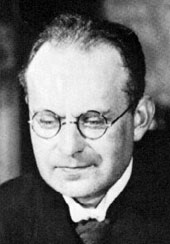
Aron Nimzowitsch

A teoria do meio-jogo é consideravelmente menos desenvolvida do que o início das teorias de abertura e a teoria de finais de partida. Watson escreveu: "Os jogadores que desejam estudar essa área do jogo têm uma limitada e bastante insatisfatória variedades de possibilidades a partir daquela escolha".
Uma das teorias iniciais que ganhou atenção foi aquela de Wilhelm Steinitz, declarando que um ataque prematuro contra um oponente em uma posição igual poderia ser repelida através de uma hábil defesa, então a melhor aposta de um jogador era manobrar lentamente com o objetivo de acumular pequenas vantagens. Emanuel Lasker em Lasker's Manual of Chess e Max Euwe em The Development of Chess Style delinearam teorias que eles atribuíam a Steinitz.
Livros influentes do habilidoso jogador e teorista Aaron Nimzowitsch, Meu Sistema (1925), O Bloqueio (1925 - em alemão) e Chess Praxis (1936), estão entre os trabalhos mais importantes sobre o meio-jogo. Nimzowitsch chamou a atenção para a possibilidade de deixar um oponente ocupar o centro com peões, enquanto você exerce o controle com as suas peças, como nas defesas Nimzo Indiâno ou Índia da Rainha. Ele mostrou como entrelaçar os peões em correntes, a corrente de peões poderia ser atacada pela sua base avançando um de seus peões e executando um movimento libertador (quebra de peão). Ele também alertou para a estratégia de ocupar fileiras com suas torres em ordem para posteriormente penetrar a sétima casa onde elas poderão atacar os peões adversários e a ala do rei oponente. Outro de seus conceitos-chave foi a prevenção, movimentos direcionados a limitar a mobilidade do oponente para o ponto onde ele não teria mais movimentos válidos.
Em 1952, Fine publicou as 442 páginas de O Meio-jogo do Xadrez, talvez o mais amplo sobre o assunto daquele tempo. Na metade do século XX, também foi publicado O Meio-jogo volume 1 e 2, pelo ex-campeão mundial Max Euwe e Hans Kramer, e a série de livros na Checoslováquia, Alemanha, pelo grande mestre Luděk Pachman. Três volumes: A Estratégia do Xadrez Completa, A Estratégia do Xadrez Moderno, Táticas Modernas do Xadrez e O Ataque e Defesa Nas Táticas do Xadrez Moderno.
Outro ponto-chave apontado na teoria de meio-jogo veio com o lançamento do livro de Alexander Kotov, Pense Como Um Grande Mestre em 1971. Kotov demostrou como um jogador calcula pelo desenvolvimento uma árvore de variações em sua cabeça, e recomenda que os jogadores apenas examinem cada ramo da árvore de cada vez. Ele também notou como alguns jogadores parecem ser vítimas do que agora é conhecida como a Síndrome de Kotov: eles calculam uma grande variedade de linhas, tornando-se insatisfeitos com o resultado e percebendo que eles estavam com pouco tempo, jogavam um movimento alternativo completamente novo sem nem mesmo observar se era bom. Mais recentemente, Jonathan Tisdall, John Nunn e  Andrew Soltis têm elaborado ainda mais a teoria da árvore de Kotov.
Em 1999, Os Segredos das Estratégias do Xadrez Moderno: Avanços desde Nimzowitsch de Watson foi publicado, onde Watson discute a revolução na teoria do meio-jogo que ocorreu desde o período de Nimzowitsch.
Também há muitos livros sobre aspectos específicos do meio-jogo, tais como A Arte de Atacar no Xadrez por Vladimir Vuković, A Arte do Sacrifício no Xadrez por Rudolph Spielmann, A Arte do Checkmate por Georges Renaud e Victor Kahn, As Combinações Básicas no Xadrez por J. du Mont e A Arte da Defesa no Xadrez por Andrew Soltis.

## Teoria do final de jogo
Muitos estudos significantes do xadrez iniciaram os seus primeiros trabalhos incluindo algumas análises sobre o final de jogo. O livro de Lucena (por volta de 1490) possuía 150 exemplos de final de jogo e puzzles de xadrez.
A segunda edição (1777) de Analyse du jeu des Échecs, por Philidor, dedicava 75 páginas de análises a vários finais de partidas. Elas incluíam uma variedade de finais teoricamente importantes, tais como torre e bispo contra torre; rainha contra torre; rainha contra torre e peão, e torre e peão contra torre. Certas posições nos finais de torre e bispo contra torre; torre e peão contra torre; e rainha contra torre tem se tornado conhecidas como posições de Philidor. Philidor concluiu seu livro com duas páginas de "Observações sobre finais de partida", em que ele definia certos princípios gerais sobre os finais, tais como: "Dois cavalos sozinhos não podem dar mate" (veja dois cavalos final de partida), o final com um peão do bispo e torre, cuja  casa da rainha está sobre uma cor oposta ao do bispo, é um empate (veja erros do peão da torre e bispo e peão), assim como uma rainha enfrentando um bispo e um cavalo (veja final de jogo no xadrez sem peões # Rainha contra duas peças menores).
O Manual do Jogador de Xadrez de Staunton (1847) incluía quase 100 páginas de análises de finais de partida. Algumas das análises de Staunton, assim como suas análises do raro torre contra três pecãs menores no final de partida, são surpreendentemente sofisticadas. Na página 439 ele escreveu: "Três peças menores são muito mais fortes do que uma torre; nos caos em que duas delas são bispos, geralmente é possível vencer sem muita dificuldade, porque o jogador com a torre será certamente forçado a perdê-la para uma de suas peças adversárias. Se, contudo, houverem dois cavalos e um bispo opondo-se a uma torre; o último pode ser, geralmente, trocado pelo bispo. Como os dois cavalos, por si próprios, são insuficientes para forçar um xeque-mate, a partida deverá ser um empate". Atualmente, as tabelas de finais confirmam as avaliações de Staunton em ambos finais. Reuben Fine ainda iria, 94 anos depois de Staunton, escrever erroneamente na página 521 de O Básico dos Finais de Xadrez que ambos os tipos de finais; torre contra três peças menores: "são teoricamente um empate". O grande mestre Pal Benko — uma autoridade sobre os finais de partida, e como Fine: um jogador de classe mundial em seu auge — perpetuou o erro de Fine em sua revisão (2003) de O Básico dos Finais de Xadrez. Reuben Fine e Pal Benko, na edição algébrica de O Básico dos Finais de Xadrez, McKay Biblioteca de Xadrez, 2003, p. 524, ISBN 0-8129-3493-8. O grande mestre Andrew Soltis, em um livro de 2004, expressou desagrado com Staunton. Reivindicando que torre contra dois bispos e um cavalo é um final empatado com a jogada correta. Andrew Soltis, repensando as peças do xadrez, Batsford 2004, p. 84. ISBN 0-7134-8904-9. Na época, Benko e Soltis ofereceram suas análises (em 2003 e 2004, respectivamente), as tabelas de finais já tinham provado que Staunton estava correto, e que Fine, Benko e Soltis estavam errados. Embora o final possa ir além de 68 movimentos para vencer. Müller e Lamprecht, página. 403.
A conclusão de Staunton sobre esses finais foram, de qualquer modo, antecipadas belo mestre britânico George Walker, quem escreveu em 1846 (ou talvez antes):
Embora os dois Bispos e Kt vençam, como proposta geral, contra a Torre, ainda assim os dois Cavalos com um Bispo não podem esperar o mesmo sucesso; e o resultado legítimo de tal conflito seria um empate. Os Bispos, unidos, são mais fortes que os Cavalos, pois atacam de uma distância maior. Quando os dois Cavalos ficam com um Bispo, a Torre também tem a chance de trocar por este último, o que dificilmente pode ser evitado por seu adversário, e os dois Cavalos, sozinhos, não conseguem mate.
Em 1941, Ruben Fine publicou seu monumental tratado de 573 páginas: Finais de Xadrez Básicos, o primeiro a tentar de forma abrangente um tratado sobre os finais de partida. Uma nova edição, revisada por Pal Benko, foi publicada em 2003. Escritores soviéticos lançaram uma importante séries de livros sobre finais específicos: Finas de Torre por Grigory Levenfish e Vasily Smyslov, Finais de Peão por Yuri Averbakh e I. Maizelis, Finais de Rainha e Peão por Averbakh, Finais de Bispos por Averbakh, Finais de Cavalo por Averbakh e Vitaly Chekhover, Finais de Bispo vs. Cavalo por Yuri Averbakh, Finais de Torre vs. Peças Menores por Averbakh, Finais de Rainha vs. Torre/Peças Leves por Averbakh, Cherkhover e V. Henkin. Esses livros por Averbakh e outros foram colocados dentro de cinco volumes "Compreensões Sobre os Finais de Xadrez" em inglês.
Nos últimos anos, tabelas de finais de jogo geradas por computador têm revolucionado as teorias sobre finais de partidas, inclusive mostrando as melhores jogadas em vários finais complicados que têm irritado as análises humanas por mais de um século — tais como rainha e peão contra rainha. Eles também têm derrubado vereditos de teóricos sobre uma certa quantidade de finais; por exemplo, provando que o final de dois bispos contra um cavalo, que embora tenha sido dado como um empate por mais de um século, também pode ser uma vitória para os bispos (veja: finais de xadrez sem peão / apenas peças leves e finais de xadrez / os efeitos das tabelas de finais sobre a teorias de finais).
Trabalhos muito importantes sobre os finais de partida têm sido publicados nos anos recentes. Entre eles: O Manual de Finais de Dvoretsky; O Fundamental dos Finais de Xadrez por Karsten Müller e Frank Lamprecht; Básico dos Finais: 888 Posições Teóricas por Yuri Balashov e Eduard Prandstetter, Lições Sobre os Finais de Partida por Benko e Os Segredos dos Finais de Torre, Os Segredos dos Finais de Sem Peões por John Nunn. Alguns desses foram ajudados pelas análises das tabelas de finais.